# シッラート
シッラート（イタリア語: Scillato, シチリア語: Scillatu）は、イタリア共和国シチリア自治州パレルモ県にある、人口約600人の基礎自治体（コムーネ）。

## 地理

### 位置・広がり
パレルモ県のコムーネ。テルミニ・イメレーゼから南東へ23km、県都パレルモから東南東へ56kmの距離にある。

#### 隣接コムーネ
隣接するコムーネは以下の通り。
- カルタヴトゥーロ
- チェルダ
- コッレザーノ
- イズネッロ
- ポリッツィ・ジェネローザ
- スクラーファニ・バーニ